# Ceraeochrysa squama
Ceraeochrysa squama är en insektsart som beskrevs av De Freitas och Penny 2001. Ceraeochrysa squama ingår i släktet Ceraeochrysa och familjen guldögonsländor. Inga underarter finns listade i Catalogue of Life.